# Pont de Sclayn
Le pont de Sclayn, est un pont en poutre-caisson enjambant la Meuse et reliant les villages de Sclayn et de Vezin, dans la commune d'Andenne en Belgique. Cet ouvrage a été conçu et réalisé en 1949-1950 par Gustave Magnel, pionnier du béton précontraint en Belgique. Il est situé dans la rue du Gouverneur Close.
C'est le premier pont en béton précontraint en Région wallonne.